# Martha Sofía Tamayo Morales
Martha Sofía Tamayo Morales (Mazatlán, Sinaloa; 18 de septiembre de 1951) es una política mexicana, miembro del Partido Revolucionario Institucional. Ha sido en dos ocasiones diputada federal y senadora de la República.

## Biografía
Es licenciada en Derecho y maestra en Derecho Constitucional y Administrativo por la Universidad Autónoma de Sinaloa. Cuenta con estudios de diplomados en Administración Pública, en Gerencia Pública y Finanzas Públicas, yen Políticas Públicas. Ejerció como docente de Derecho Constitucional y Administrativo, y de Derecho Fiscal en la Universidad de Occidente.
Es miembro del PRI desde 1969, año en el fue nombrada femenil del comité juvenil del PRI en Sinaloa hasta 1971, y de 1972 a 1974, integrante del Centro de Estudios Políticos, Económicos y Sociales zona sur de Sinaloa.
A partir de 1972 inició una amplia carrera administrativa en el poder judicial del estado de Sinaloa, ejerciendo los siguientes cargos: de 1972 a 1974 primera secretaria del Juzgado Primero Civil en el Supremo Tribunal de Justicia, de 1974 a 1975 actuaria del juzgado de distrito, Mesa Penal y Mesa de Incidentes de Suspensión de Amparo en Mazatlán, de 1975 a 1976 segunda secretaria del juzgado primero de distrito, Mesa de Amparos, de Culiacán, de 1976 a 1985 secretaria de acuerdos del Tribunal Fiscal del estado, de 1985 a 1987 directora del Consejo Tutelar para Menores, de 1987 a 1988	magistrada presidenta del Tribunal Fiscal, y de 1988 a 1992 presidenta de la Junta Local de Conciliación y Arbitraje de Sinaloa.
El 1 de enero de 1993 al asumir la gubernatura de Sinaloa Renato Vega Alvarado la nombró como secretaria de Administración el estado en que permanece hasta 1995, año en que pasa a ser directora de registro público de la propiedad y del comercio hasta 1998. Deja el cargo para asumir el 3 de septiembre de ese año, la diputación federal por el Distrito 5 de Sinaloa de la que había sido elegida suplente dede 1997, al solicitar licencia el titular Gustavo Adolfo Guerrero Ramos. En la LVII Legislatura fue integrante de las comisiones de Equidad y Género; de Justicia; y, de Vigilancia a la Contaduría Mayor de Hacienda.
Al término el cargo anterior, fue postulada y elegida Senadora por el estado de Sinaloa en segunda fórmula para las Legislaturas LVIII y LIX de 2000 a 2006. En la Cámara de Senadores ocupó los cargos de presidenta del comité de enlace con Organizaciones de Mexicanos en Arizona; secretaria de la comisión de Estudios Legislativos; e integrante de las comisiones de Equidad y Género; de Justicia; de Reforma Agraria; especial encargada de recibir las propuestas de ratificaciones y nuevos nombramientos de magistrados de los Tribunales Unitarios Agrarios; y, especial para atender la problemática de la Sociedad de Ahorro y Préstamo del Noroeste Denominada El Arbolito.
De 2007 a 2001 fue magistrada presidenta del Tribunal de lo Contencioso de Sinaloa, de 2012 a 2013 fue secretaria jurídica del comité ejecutivo nacional del PRI, y en 2013, presidenta estatal del PRI en Sinaloa. 
En 2015 fue elegida por segunda ocasión diputada federal, esta vez por el principio de representación proporcional, a la LXIII Legislatura que concluyó en 2018. En la Cámara de Diputada ocupó las cargas de presidenta del comité de Ética; secretaria de la comisión de Justicia; y de la de Vigilancia de la Auditoría Superior de la Federación; e integrante de las comisiones de Puntos Constitucionales; y de Seguridad Pública.
Solicitó y recibió licencia el 15 de agosto de 2018, quince días antes de finalizar el ejercicio constitucional de la Legislatura.